# Erilophodes
Erilophodes là một chi bướm đêm thuộc họ Geometridae.

## Các loài
- Erilophodes colorata Warren, 1894